# 1991 au Québec
Cet article traite des événements survenus en 1991 au Québec. 

## Événements

### Janvier
- 1er janvier : entrée en vigueur de la TPS[1].
- 28 janvier : le comité Allaire rend public son rapport. Il préconise de donner un délai de 18 mois au gouvernement fédéral pour accorder 22 revendications, sinon Québec devra enclencher un référendum sur la souveraineté à l'automne 1992[2].

### Février
- 3 février : la commission fédérale Spicer sur l'avenir constitutionnel du Canada commence ses audiences à Québec[3].
- 9 février : Josée Chouinard est la première Québécoise à remporter une médaille d'or au championnat canadien de patinage artistique[4].
- 13 février : Brian Mulroney critique publiquement le rapport Allaire. Il déclare: "Ceux qui veulent détruire le Canada ont le fardeau de la preuve"[5].

### Mars
- 3 mars : Céline Dion remporte le Prix Juno de chanteuse de l'année au Canada[6].
- 9 mars : le congrès libéral adopte presque sans modification le rapport Allaire comme plate-forme constitutionnelle. Claude Ryan menace de démissionner mais change d'avis lors du discours de clôture de Robert Bourassa. "Le Canada est notre premier choix", déclare celui-ci à ses militants[2].
- 17 mars : le Parti Égalité adopte une résolution sur la partition du Québec si celui-ci venait à déclarer sa souveraineté[7].
- 26 mars : le rapport de la commission Bélanger-Campeau préconise un référendum sur la souveraineté en octobre 1992 ainsi que la création de deux commissions parlementaires dont l'une analysera le projet souverainiste et l'autre d'éventuelles propositions canadiennes[2].

### Avril
- 12 avril : Ottawa nomme Claude Castonguay à la présidence d'une commission fédérale chargée d'élaborer un ensemble de propositions constitutionnelles sur l'avenir du Canada[8].
- 21 avril : à Ottawa, Joe Clark devient le ministre responsable des Affaires constitutionnelles[9].

### Mai
- 2 mai : Gérard D. Lévesque fait connaître le budget pour l'année 1991-1992: les taxes sur les cigarettes, l'alcool et l'essence sont augmentées; le déficit sera de 3.48 milliards de dollars; la dette québécoise s'établit maintenant à 45.8 milliards de dollars[10].
- 15 mai : dépôt de la loi 150 donnant les pleins pouvoirs au gouvernement Bourassa pour créer les deux commissions parlementaires demandées par la commission Bélanger-Campeau[2].
- 25 mai : les Penguins de Pittsburgh et leur joueur vedette Mario Lemieux remportent la Coupe Stanley pour la première fois de leur histoire[11].
- 27 mai : le rapport du coroner Dionne conclut que le caporal Marcel Lemay a bien été tué par un Amérindien lors du raid effectué par la Sûreté du Québec contre les barricades des Warriors le 11 juillet 1990 mais on ne pourra jamais savoir lequel sans la collaboration des Mohawks présents lors du meurtre[12].

### Juin
- 1er juin : Fernand Daoust devient le nouveau président de la FTQ, succédant ainsi à Louis Laberge[13].
- 5 juin : adoption de la loi 160 visant à rendre leur ancienneté aux syndiqués du secteur public. Ceux-ci l'avaient perdu lors d'une grève illégale en 1989[14].
- 11 juin : inauguration du Village d'Émilie à Grand-Mère[15].
- 15 juin : le Bloc québécois devient officiellement un parti politique[16].
- 18 juin : à la suite de nombreuses plaintes, un comité de l'ONU décide d'effectuer une étude sur la loi 178 pour savoir si elle enfreint les droits de la personne[17].
- 19 juin : Victor Goldbloom succède D'Iberville Fortier au poste du Commissaire aux langues officielles[18].
- 20 juin : adoption de la Loi sur le processus de détermination de l'avenir politique et constitutionnel du Québec (loi 150)[19].
- 27 juin : le rapport de la commission Spicer recommande de reconnaître la spécificité du Québec à l'intérieur du Canada et le droit à l'autodétermination des peuples autochtones. Il recommande aussi la réforme ou l'abolition du Sénat[20].
- 29 juin : les habitants de Betsiamites et de Ragueneau sont évacués à cause de feux de forêt qui menacent leurs villages[21].

### Juillet
- 9 juillet : Ottawa annonce qu'il mènera sa propre étude sur l'évaluation environnementale des infrastructures du projet du barrage de Grande-Baleine. Le fédéral s'oppose à ce projet depuis son annonce par le gouvernement Bourassa[22].

### Août
- 10 août : lors d'un congrès conservateur à Ottawa, les délégués votent à 92 % le droit à l'autodétermination du Québec[23].
- 12 août :
  - regroupement de SNC et de Lavalin[24].
  - le Parti québécois remporte la première élection partielle de son histoire dans Montmorency où Jean Filion devient le nouveau député[19].
- 16 août : les médecins généralistes concluent une entente avec Québec qui renonce à les forcer à travailler en région[25].
- 22 août : Québec cède aux pressions locales et internationales et consent à procéder à des études globales d'environnement dans le dossier de Grande-Baleine. Le projet est reporté d'au moins un an[26].
- 27 août : la tornade de Maskinongé endommage fortement ce village du Québec[27].
- 29 août : Cascades annonce la fermeture de son usine à Port-Cartier[28].

### Septembre
- 8 septembre : la venue du joueur de hockey Eric Lindros chez les Nordiques de Québec crée un tollé. Originaire de l'Ontario et unilingue anglais, il refuse en effet de jouer à Québec même si Marcel Aubut lui offrait un pont d'or. Agacés, les partisans de l'équipe commencent à le surnommer bébé Lindros[29].
- 13 septembre : une poutre de 55 tonnes chute dans le Stade olympique. Des ingénieurs constatent plusieurs anomalies dans une pièce importante du contour de l'immeuble qui est fermé temporairement[30].
- 15 septembre : fermeture définitive de l'Aquarium de Montréal[31].
- 16 septembre : un article de presse du New Yorker signé Mordecai Richler décrit le Québec comme une société qui brime les droits individuels[32].
- 19 septembre : les Juifs du Québec disent ne pas être d'accord avec les propos de Mordecai Richler sur le supposé racisme des Québécois[33].
- 20 septembre : création du comité Castonguay-Dobbie chargé d'élaborer les prochaines propositions fédérales aux provinces[34].
- 24 septembre : Ottawa présente finalement ses 28 propositions. Le document préconise entre autres de reconnaître la société distincte du Québec, de confier les grands leviers économiques à Ottawa, de réformer le Sénat et d'assurer l'autonomie gouvernementale des peuples autochtones. Les nationalistes du PLQ le trouvent très décevants[35].

### Octobre
- 1er octobre :
  - le salaire minimum au Québec passe à 5,55 $[36].
  - le premier groupe de la centrale La Grande-2-A est mis en service[37]

- 6 octobre : Pierre Trudeau insinue qu'un Québec distinct pourrait déporter des gens s'il se sentait menacé. Ces propos sont condamnés par Robert Bourassa et Brian Mulroney[38].

- 11 octobre : le député provinciale de Westmount Richard Holden est expulsé du Parti Égalité pour avoir enfreint la discipline de ce parti[39].

- 14 octobre : Julie Masse et Luc de Larochellière remportent les Félix d'interprètes de l'année lors du treizième Gala de l'ADISQ. Julie Masse est également la révélation de l'année. Le groupe Vilain Pingouin remporte le trophée pour le groupe de l'année[40].

- 29 octobre : le Conseil économique du Canada annonce que la souveraineté-association s'accompagnerait d'un coût économique relativement faible. Le gouvernement fédéral se dit en désaccord avec les conclusions de ce rapport[41].

### Novembre
- 5 novembre : Gil Rémillard déclare que les dernières propositions fédérales sont inacceptables[42].
- 12 novembre : Claude Castonguay qualifie les travaux de sa commission de fiasco total et ajourne les débats[43].
- 22 novembre : une étude de l'institut C. D. Howe contredit celui du Conseil économique du Canada et conclut que la souveraineté du Québec aurait un coût très élevé[44].
- 25 novembre : Claude Castonguay démissionne de son poste de coprésident du comité. Le constitutionnaliste Gérald Beaudoin prend sa place[35].

### Décembre
- 4 décembre : Québec décrète un gel total de ses dépenses afin de combler le trou de 800 millions de dollars qu'il vient de découvrir dans son budget[45].
- 10 décembre : le politologue Léon Dion se dit furieux contre les offres constitutionnelles d'Ottawa qu'il juge inacceptables[46].
- 18 décembre : Robert Bourassa déclare qu'il n'hésitera pas à amender la loi 150 pour éviter de tenir un référendum s'il s'en croit justifié[47].

## Naissances
- Kariane Bourassa (journaliste et femme politique)
- 11 février - Laurent Duvernay-Tardif (joueur de football)
- 22 février - Nicolas Deslauriers  (joueur de hockey)
- 5 mars - Pierre-Luc Lafontaine (acteur)
- 6 mars - Marc-Antoine Gagnon (skieur)
- 28 mars - Marie-Philip Poulin (joueuse de hockey)
- 5 avril - Léa Clermont-Dion (animatrice et écrivaine)
- 31 mai - Pierre-Luc Dusseault (homme politique)
- 15 juin - Juliette Gosselin (actrice)
- 13 juillet - Jean-François Bérubé (joueur de hockey)
- 27 juillet - Simon Després (joueur de hockey)
- 10 août - Olivier Dion (chanteur et animateur de télévision)
- 16 août - Sarah-Jeanne Labrosse (actrice)
- 31 août - Alex Belzile (joueur de hockey)
- 5 septembre - Alexandre Grenier (joueur de hockey)
- 5 décembre - Maude Landry (humoriste)
- 17 décembre - Léo Bureau-Blouin (étudiant et homme politique)

## Décès
- 19 janvier - Marcel Chaput (l'un des fondateurs du RIN) (º 14 octobre 1918)
- 22 janvier - Robert Choquette (poète et romancier) (º 22 avril 1905)
- 7 février - Jean-Paul Mousseau (artiste peintre) (º 1er janvier 1927)
- 20 juin - Roy Fournier (homme politique) (º 22 août 1921)
- 12 juillet - Luce Guilbeault (actrice) (º 5 mars 1935)
- 15 août - Sylvio St-Amant (journaliste) (º 1928)
- 7 septembre - Louise Lavigueur (fille du clan de la famille Lavigueur) (º 1969)
- 26 septembre - Jean Lajeunesse (acteur) (º 17 juillet 1921)
- 13 novembre - Paul-Émile Léger (ancien archevêque de Montréal) (º 26 avril 1904)
- 19 novembre - 
  - Gilles Rivard (chanteur et compositeur) (º 1er mars 1949)
  - Jean-Gilles Massé (homme politique) (º 13 mai 1933)
- 18 décembre - Armand Frappier (homme de sciences) (º 26 novembre 1904)

### Articles généraux
- Chronologie de l'histoire du Québec (1982 à aujourd'hui)
- L'année 1991 dans le monde
- 1991 au Canada

### Articles sur l'année 1991 au Québec
- Rapport Allaire
- Commission Bélanger-Campeau
- Loi sur le processus de détermination de l'avenir politique et constitutionnel du Québec
- Tornade de Maskinongé le 27 août 1991
- Liste des lauréats des prix Félix en 1991

## Sources et références
1. ↑  « Entrée en vigueur de la taxe sur les produits et services » sur le site Je me souviens
2. 1 2 3 4  Chronologie de l'histoire du Québec
3. ↑  Marie Tison. Au Québec, la Commission Spicer s'attend à ce que l'on parle beaucoup d'indépendance. La Presse. 4 février 1991. p. B-1
4. ↑  Prochaine étape: Munich. Josée Chouinard participera aux championnats du monde. La Presse. 10 février 1991. p. 2
5. ↑  Michel Vastel, « Mulroney fixe des limites pour restructurer le pays: Pas question de négocier à deux », Le Soleil,‎ 13 février 1991, A-1
6. ↑  Dominic Maurais. Céline Dion « accepte » son Juno à Vancouver. La Presse. 4 mars 1991. p. A-1
7. ↑  Libman s'attendait à pire à l'Université Laval. La Presse. 18 mars 1991. p. B-5
8. ↑  Mario Gilbert, « Castonguay coprésidera la commission spéciale du fédéral sur la constitution », Le Soleil,‎ 13 avril 1991, A-4
9. ↑  Gilles Paquin. Clark nommé responsable des affaires constitutionnelles. La Presse. 22 avril 1991. p. A-1
10. ↑  Denis Lessard. Des taxes, encore des taxes. « Vivre selon nos moyens »: le déficit grimpe à 3,5 milliards. La Presse. 3 mai 1991. p. A-1
11. ↑  Guy Robillard. Une 1re Coupe Stanley à Pittsburgh. Le Soleil. 26 mai 1991. p. S-2
12. ↑  Isabelle Jinchereau, « Oka: Lemay pas abattu par une balle de la SQ », Le Soleil,‎ 28 mai 1991, A-1
13. ↑  Fernand Daoust sur le site de l'Ordre national du Québec
14. ↑  Pierre April et Lia Lévesque, « Le Conseil des ministres accepte l'entente sur la loi 160 », La Presse,‎ 6 juin 1991, B-1
15. ↑  Dominic Maurais. Marina Orsini inaugure « son » village. La Presse. 12 juin 1991. p. A-1
16. ↑  Paul Roy. Le Bloc québécois réussit un autre test. La Presse. 16 juin 1991. p. A-1
17. ↑  « Un comité de l'ONU se penche sur la loi 178; Ryan n'est pas inquiet », La Presse,‎ 19 juin 1991, B-1
18. ↑  Marie-Claude Lortie. Victor Goldbloom succède à D'Iberville Fortier. La Presse. 20 juin 1991. p. B-1
19. 1 2  « Chronologie parlementaire 1991-1993 » (consulté le 28 mai 2009)
20. ↑  Jean-François Lisée. Le Naufrageur. Boréal. Montréal, 1994. p. 677
21. ↑  André Bellemare, « Les évacuations commencent sur la Côte-Nord », La Presse,‎ 30 juin 1991, A-1
22. ↑  Pierre-Paul Noreau, « Ottawa confronte Québec en menant sa propre étude sur Grande-Baleine », Le Soleil,‎ 10 juillet 1991, A-1
23. ↑  Marie-Claude Lortie et Gilles Paquin. Oui au Québec. Le PC vote à 92 % en faveur de l'autodétermination. La Presse. 10 août 1991. p. A-1
24. ↑  Bilan du Siècle
25. ↑  André Pépin. Les médecins font des gains. La Presse. 17 août 1991. p. A-1
26. ↑  Bilan du Siècle
27. ↑  Bilan du Siècle
28. ↑  Bilan du Siècle
29. ↑  Kevin Johnston. Si j'étais le frère d'Eric.... Le Soleil. 9 septembre 1991. p. S-1
30. ↑  Bilan du Siècle
31. ↑  L'autre Aquarium de Montréal
32. ↑  Le Naufrageur, p. 115
33. ↑  « Le combat pour le Québec français est légitime », déclare Léon Ouaknine. La Presse. 20 septembre 1991. p. A-7
34. ↑  Gilles Paquin. Castonguay et Dobbie dirigent le comité de la dernière chance. La Presse. 21 septembre 1991. p. F-1
35. 1 2  Le Naufrageur, p. 677
36. ↑  Salaires minimum au Canada de 1985 à 1999 sur le site gouvernemental
37. ↑  Société d'énergie de la Baie James, Chapeau La Grande 2A, Montréal, Société d'énergie de la Baie James, 1991, 20 p. (ISBN 2-550-22425-6), p. 3
38. ↑  Le Naufrageur, p. 114
39. ↑  Biographie de Richard Holden sur le site de l'Assemblée nationale
40. ↑  Voir l'article Liste des lauréats des prix Félix en 1991
41. ↑  Philippe Dubuisson. La souveraineté-association: un coût minime. Une étude du Conseil économique du Canada embarrassante pour Ottawa. La Presse. 30 octobre 1991. p. A-1
42. ↑  Le Naufrageur, p. 99
43. ↑   » Un fiasco total ». Claude Castonguay, coprésident du comité Castonguay-Dobbie, se vide le cœur. La Presse. 13 novembre 1991. p. A-1
44. ↑  Philippe Dubuisson. Souveraineté: un coût très élevé. La Presse. 23 novembre 1991. p. A-1
45. ↑  Denis Lessard. Québec gèle ses dépenses pour freiner son déficit. La Presse. 5 décembre 1991. p. B-1
46. ↑  Le Naufrageur, p. 264
47. ↑  Gilles Normand. Bourassa n'hésiterait pas à faire amender la loi 150. La Presse. 19 décembre 1991. p. A-1